# Pol Goossen
Pol Goossen (Lier, 22 oktober 1949) is een Vlaams acteur. Hij is actief in de toneelwereld.

## Biografie
In 1982 speelde hij in de film Het beest. Zijn bekendste rol is die van Frank Bomans in Thuis, die hij sinds 1995 vertolkt. In deze serie vertolkte hij ook de rol van Manfred Stein. In 2007 was hij te zien in Ben X, als vader van de op school gepeste 17-jarige jongen met autisme. Bovendien speelde hij ook gastrollen in onder andere Het Pleintje (gerechtsdeurwaarder), Wittekerke (Rob Buytaert), Nonkel Jef (lange Fons), Recht op Recht (coach in 2001), FC De Kampioenen, Mega Mindy, Buiten de zone, Windkracht 10, W817 (televisieserie) (Frank Bomans), Amateurs (Frank Bomans) en Familie Backeljau (Pedro Pirelli).
Hij speelde onder meer twee gastrollen in F.C. De Kampioenen, één in 1990 als brandweercommandant Fons, en één in 1995 als Diederik Legrand. In 2010 speelde hij Seynaeve in de één reeks Goesting. Hij is ook acteur bij het professionele theatergezelschap Paljas Produkties. Zo speelde hij in 2011 onder meer volgende voorstellingen: Daar sta je dan, Driekoningentriptiek en Uitgewist.
Op 4 oktober 2011 kwam bij Witsand Uitgevers zijn boek "Dierbaar: verhalen over wap en andere dieren" uit. In dit boek beschrijft de bekendste dierenvriend van Vlaanderen wat hij meemaakt, ziet, denkt, voelt als hij gaat wapperen (wandelen met zijn hond Wap). Pol is tevens veganist. Zelf schreef hij hierover op zijn website zich volledig te kunnen vinden in het gezegde : "Een dierenvriend aait zijn huisdier. Een échte dierenvriend is tevens vegetariër, of - nog beter - veganist!"
Hij is een bekend natuur- en dierenliefhebber, peter van Natuurpunt en lid van GAIA.
Goossen, die zelf autisme heeft, was in 2022 te zien in een tv-spot voor de actie #KEIVoorAutisme. Pol Goossen is hoogsensitief. Hij is samen met Annemarie Picard.

## Filmografie
- De piramide (1981)
- Het beest (1982) - als inspecteur
- Cello en contrabas (1982) - als kelner
- Merlina (1984) - als sportvlieger Vlinders
- Het Pleintje (1987)  - als deurwaarder
- Abraham en Samuel (1989) - als Abraham
- Het spook van Monniksveer (1989) - als agent
- Omtrent Marleen (1989) - als agent
- Commissaris Roos (1990) - als Guido
- F.C. De Kampioenen (1990) - als Fons van de brandweer
- Oog in oog (1991) - als Rudy Rombouts
- De weduwnaar (1991)
- Alfa Papa Tango (1992)
- De bossen van Vlaanderen (1991) - als rijkswachter
- Bex & Blanche (1993) - als boer Van der Stappen
- Langs de Kade (1993)
- De Gaston Berghmans Show (1994)
- Lili en Marleen (1994) - als Marcel
- Het Park (1994) - als agent
- Thuis (1995-heden) - als Frank Bomans
- F.C. De Kampioenen (1995) - als Diederik Legrand
- Niet voor publikatie (1995) - als Andre Maas
- Wittekerke (1995) - als meneer Buytaert
- Walhalla (1995) - als voetbalfan
- Editie (1995) - als dokter
- Buiten De Zone (1996) - als man in bank
- Familie Backeljau (1996) - als Pedro Perelli
- Dit ben ik (1996)
- Nonkel Jef (1995-1996) - als Fons Van Bael
- Heterdaad (1996) - als Oswald Nys
- Windkracht 10 (1997) - als kolonel De Ribeaucourt
- Dief! (1998) - als commissaris Gino Smits
- Over de liefde (1998) - als Ronny
- Melt-down (1998)
- W817 (1999) - als Frank Bomans
- Recht op Recht (2001) - als coach
- Oei! (2001)
- Alias (2002) - als Albert
- De Wet volgens Milo (2004) - als Gaston
- Rupel (2004) - als Claessen
- Witse (2004) - als Marc Deleu
- Thuis (2005-2006) - als Manfred Stein
- Mega Mindy (2006) - als boef Verdraff
- Plop in de stad (2006) - als buschauffeur
- Ben X (2007) - als vader
- Lang zullen ze leven (2008) - als Bert
- Goesting (2010) - als Louis
- Amateurs (2014) - als zichzelf